# Freizeitreiten

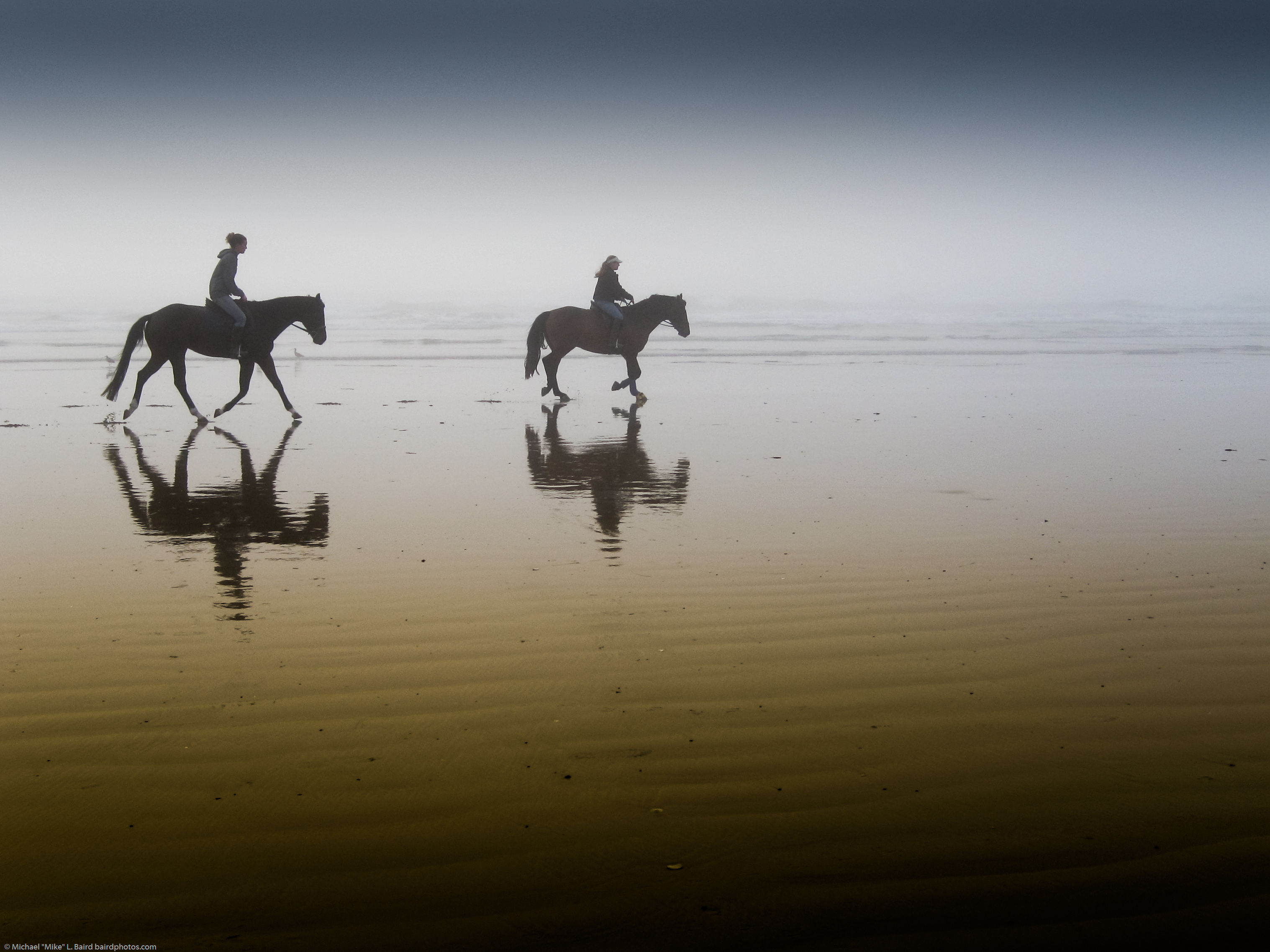
Ausreiten am Strand

Freizeitreiten ist ein Sammelbegriff für die Beschäftigung mit dem Pferd, bei welcher der Turniersport und der Wettkampfgedanke im Hintergrund stehen. Freizeitreiter sind Amateure, die ihre Pferde nicht regelmäßig auf Turnieren vorstellen. Bei der Deutschen Reiterlichen Vereinigung sind rund 800.000 Turnierreiter registriert. Diesen stehen mehr als 3 Millionen Reiter gegenüber, die keine Turnierlizenz haben. Freizeitreiter bilden somit die überwältigende Mehrheit im Reitsport.
Im engeren Sinne wird unter Freizeitreiten ein Gegenpol zum Dressur-, Spring- oder Westernreiten verstanden. In diesem Kontext bezeichnet Freizeitreiten eine spezifische Haltung dem Pferd gegenüber und einen entsprechenden Umgang mit dem Pferd.

## Reitstil
Im Freizeitreiten sind alle Reitweisen vertreten. Je nach Orientierung kommen neben der Englischen Reitweise Einflüsse aus dem Westernreiten, der Islandpferdereiterei, der iberischen Reitweise und dem Leichten Reiten (Ursula Bruns) zum Tragen. Der Ausbildungsstand ist sowohl bei Reitern als auch bei den Pferden höchst unterschiedlich – von „exzellent gymnastiziert“ bis „einfach draufsitzen“. Freizeitpferde werden häufig im Gelände geritten. Wanderreiten bezeichnet mehrtägige Ritte mit Übernachtung. Einen wichtigen Stellenwert haben die Beschäftigung mit dem Pferd und die Bodenarbeit, beispielsweise in Anlehnung an Methoden von Linda Tellington-Jones. Viele Freizeitreitende nehmen für sich in Anspruch, besonders pferdegerecht zu reiten. Reiten wird als Freizeitbeschäftigung betrachtet, die nicht nur dem Menschen gefallen, sondern auch dem Pferd gerecht werden soll. Die Beziehung zwischen Mensch und Pferd und das Achten der Natur haben dabei eine besondere Bedeutung. 

„Ein Freizeitreiter ist der Mensch, der sich mit Pferden um der Pferde willen beschäftigt, der um der Pferde Wohl und um des Reitens willen reitet und der somit ernsthaft, sich der großen Aufgabe voll bewußt, die ganze Verantwortung für seine Pferde selber übernommen hat ...“

## Pferdehaltung
Freizeitpferde werden häufig möglichst artgerecht – robust in der Herde, im Offenstall, oder zumindest mit viel Auslauf auf der Weide – gehalten und wenn möglich täglich im Gelände bewegt.

## Geschichte
Als Vorläufer des heutigen „Freizeitreiters“ kann man wohl den „Herrenreiter“ (unabhängig vom Geschlecht) bezeichnen. Im Gegensatz zu Berufsreitern, wie Cowboys oder Vaqueros, Kavalleristen, Meldereitern etc. ging es ihm lediglich um das mit der Reiterei verbundene Vergnügen. Turniere waren damals Offizieren vorbehalten. Erst mit dem allgemeinen Wohlstand nach dem Zweiten Weltkrieg und der Freigabe von Turnieren für Privatleute konnte eine Reitszene entstehen, die die Grundlage für den heutigen Turniersport und für das heutige Freizeitreiten legte.
Freizeitreiten als Bewegung derer, die sich außerhalb des Turniersports mit einem natürlichen Umgang und der artgerechten Haltung befassen, ist in den 1960er Jahren entstanden, parallel mit der Wiederentdeckung der auch von Erwachsenen reitbaren Robustpferde- und Ponyrassen, besonders des Islandpferdes, in Kontinentaleuropa. Einen wesentlichen Beitrag leistete dabei die seit 1958 von Ursula Bruns herausgegebene Pony Post, ab 1969 Freizeit im Sattel, die erste Pferdezeitschrift für Freizeitreiter. In der Folge nahm auch die Verbreitung anderer Pferderassen und auch Kreuzungszuchten in Deutschland für das Freizeitreiten stark zu.
Einen starken Einfluss hatte auch Linda Tellington-Jones mit ihrer partnerschaftlichen Reitlehre und dem „Tellington-Touch“, einer Körperarbeit für Pferd und Reiter.

## Organisation
Obwohl die Freizeitreiter eine große und stetig wachsende Gruppe der Reiter repräsentieren, sind sie wenig organisiert. Einige haben sich einer der Vereinigung der Freizeitreiter und -fahrer in Deutschland (VFD) oder der Islandpferde-Reiter- und Züchterverband e. V. (IPZV) angeschlossen.
Wanderreiter und Wanderfahrer in der Deutsche Wanderreiter Akademie (DWA) organisiert. Die erste Westernreiter Union Deutschland (EWU) ist das Zentrum für Turnier-Westernreiter. Die EWU wurde 1978 gegründet und ist seit 1993 ist auf Bundesebene freier Anschlussverband der Deutschen Reiterlichen Vereinigung (FN).

## Ambitionierte Freizeitreiter
Eine wachsende Gruppe Reiter, die sich selbst als ambitionierte Freizeitreiter bezeichnet, reitet zwar entsprechend den Zielvorgaben einer bestimmten Reitweise, verzichtet aber darauf, ihre Pferde auf Turnieren vorzustellen. Auch diese Pferde zählen zu den Freizeitpferden, obwohl sie unter Umständen ebenso gut ausgebildet und geritten sind wie manches Sportpferd. Beispielsweise ambitionierte Dressurreiter, die ihr Pferd zwar gut ausbilden, aber es nicht auf Turnieren vorstellen. Gründe, die gegen die Vorstellung auf Turnieren sprechen, können unter anderem sein: Zeit- und Geldaufwand, Fahren mit dem Pferdehänger, Aufwand sich und das Pferd herauszuputzen, Belastung für das Pferd durch wöchentliche Turnierteilnahme.

## Freizeitfahren

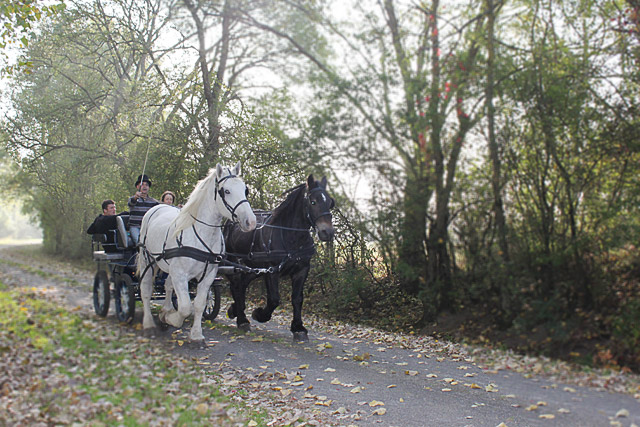
Freizeitfahren, Frankreich 2016

Beim Freizeitfahren steht das Fahren in der Natur steht im Mittelpunkt. Freizeitfahrer sind Amateure, die ihre Pferde nicht regelmäßig auf Turnieren vorstellen. 